# Frane
Frane je  moško osebno ime.

## Izvor imena
Ime Frane je različica moškega osebnega imena Frančišek.

## Pogostost imena
Po podatkih Statističnega urada Republike Slovenije je bilo na dan 31. decembra 2007 v Sloveniji število moških oseb z imenom Frane: 35.

## Znani nosilci imena
- Frane Milčinski - Ježek